# Поліграфіст (газета)
«Поліграфіст» – щомісячна україномовна газета колективу Української академії друкарства, який і є її засновником. Заснована у 1950 році, розповсюджується безкоштовно.

## Радянський поліграфіст
В УРСР газета називалася «Радянський поліграфіст» – орган ректорату, партійного комітету, комсомольської організації, профспілкової організації УПІ ім. І. Федорова. 
Газету видавали раз на тиждень. Це був один двобічно задрукований аркуш формату А3, чорно-білий. Складання здійснювали на лінотипі. Для тиражування використовували високий друк в типографії інституту. Растрові ілюстрації мали лініатуру 24 лінії на сантиметр. 
Вм редакції була єдина посада — редактора, який також був основним кореспондентом, «машиністкою», автором багатьох матеріалів, редактором, коректором, макетувальником. 
Першу газету офсетом видали в 1990-му.

## Поліграфіст
Колектив тоді ще Поліграфічного інституту проголосував на загальних зборах замінити назву «Радянський поліграфіст» на «Поліграфіст», потім у малюнок логотипу ввійшов тризуб.